# Mentaliteit
Mentaliteit of ingesteldheid (België) is het denk- en gedrags-patroon van een persoon of een sociale groep. Hoewel er het gevaar bestaat van een bevooroordeelde of stereotiepe benadering van groepen, wordt de term gebruikt in de sociologie en de mentaliteitsgeschiedenis. 
In de gedragswetenschappen verwijst 'mentaliteit' naar een mentale oriëntatie die onder de oppervlakte werkt, en doorwerkt op het zichtbare niveau van het gedrag van mensen, en in de interactie tussen mensen. De psychiaters Du Boeuff en Kuiper gaven een aanzet tot een mentaliteitenleer, in hun boek Waan en vervreemding. Zij ontwikkelden een antropologische beschouwing, waarin de tegenpolen 'verbondenheid' en 'gescheidenheid' centraal staan. Deze twee tegengestelde manieren van beleving bepalen hoe iemand in het leven staat.

## Groeimentaliteit
Een ander voorbeeld van een mentaliteitsverschil is de gefixeerde- versus de groeimentaliteit, een verschil dat de psychologe Carol Dweck onderzocht. Zij stelt dat mensen die zich een groeimentaliteit hebben eigengemaakt minder faalangstig zijn, gemotiveerder zijn om nieuwe vaardigheden te leren, en langer door zullen zetten om iets te bereiken. Volgens Dweck hebben mensen die (vooral op jonge leeftijd) een groeimentaliteit hebben aangeleerd meer kans op maatschappelijk succes.

## Mentaliteitsgeschiedenis
In de mentaliteitsgeschiedenis is een mentaliteit het geheel van gedachten en gevoelens in het verleden.
De term mentalité werd voor het eerst gebruikt door Lucien Febvre, de Franse historicus die met Marc Bloch de nieuwe historiografische richting Annaliste begon. Met mentalité werd gepoogd afstand te nemen van de nadruk die door politieke geschiedenis werd gelegd op het idee dat geschiedenis bepaald wordt door rationele beslissingen van koningen en overheden. Daarnaast onderzocht men de verandering van denken, waardoor begrippen en belevingen een andere lading konden krijgen. Het niet onderkennen van de tijdgeest kon misverstanden veroorzaken als historische gebeurtenissen beschreven werden terwijl de begrippen vanuit de huidige betekenis werden benaderd.
Het begrip mentaliteit is niet eenduidig. Er zijn vele definities en omschrijvingen, zoals volgens Mandrou:
Een mentaliteit is eigen aan een groep. Zij bestaat enerzijds uit de voorstellingen die een groep zich maakt van de wereld en van de maatschappij waarin zij leeft, en anderzijds uit collectieve gedragspatronen zoals rituelen, waarin deze voorstellingen worden uitgedrukt en aan volgende generaties overgedragen. Een mentaliteit heeft naast cognitieve ook affectieve componenten. De leden van een groep kunnen deelhebben aan een bij die groep horende mentaliteit zonder dat zij zich daar (geheel) van bewust zijn.
Er bestaat wel een gevaar bij de benadering van een tijd aan de hand van de heersende mentaliteit en dat is dat individuele afwijkingen of idiosyncrasie op de achtergrond verdwijnen.

## Voetnoten
1. ↑  Künzel, R.E. (1997): Beelden en zelfbeelden van middeleeuwse mensen, historisch-antropologische studies over groepsculturen in de Nederlanden, 7de-13de eeuw, SUN, blz. 13-14